# Nintendo Cereal System
Nintendo Cereal System é um cereal matinal produzido pela Ralston Purina em 1988 e descontinuado em 1989. O nome do cereal foi baseado no Nintendo Entertainment System, e representa dois dos videogames mais populares para o NES da época : Super Mario Bros. e The Legend of Zelda. Ao longo dos anos, o cereal foi vendido como memorabilia para colecionadores em sites de leilões online, a preços superiores a US$ 100 por caixa.   Em 2010, uma caixa foi vendida no eBay por mais de US$ 200.
A caixa de cereal possui em seu interior dois sacos verticais, cada um contendo um cereal diferente. Um lado, chamado de " Super Mario Bros. Action Series", consiste em personagens e itens com sabor frutado: Marios, Super Mushrooms, Goombas, Koopa Troopas e Bowsers . O outro lado da caixa, conhecido como " Zelda Adventure Series", consiste em personagens e itens com sabor de frutas vermelhas: Links, corações, chaves, bumerangues e escudos.  Dentro da caixa há um adesivo de um personagem da Nintendo, e no painel traseiro há um conjunto de doze cartões colecionáveis chamados "Nintendo Power Cards". Também apresenta ofertas extintas para ganhar um acessório Power Pad NES ou uma tigela de cereal Super Mario .